# Wasenbruck
Wasenbruck ist ein Dorf in der Stadtgemeinde Mannersdorf am Leithagebirge im Bezirk Bruck an der Leitha in Niederösterreich. Die Fabrik im Westen des Ortes liegt jedoch in der Marktgemeinde Reisenberg.

## Geographie
Der Ort liegt auf einer Insel zwischen der Leitha und dem Leithakanal, einem Werkskanal, der bei der Kotzenmühle von der Leitha ausgeleitet wird und bei Bruck an der Leitha wieder in die Leitha mündet. Durch die Begradigung der Leitha und die Anlage des Leithakanals, der streckenweise das Flussbett der alten Leitha nutzt, entspricht die heutige Situation nicht immer den historischen Beschreibungen.

## Geschichte
Die erste Nennung erfolgte 1565 im Urbar und Grundbuch der Herrschaft Scharfeneck als Wassenpruggen und bezeichnete die herrschaftlichen Wiesen bei der Brücke über die Leitha. Bis ins 19. Jahrhundert war die Straßenverbindung von Mannersdorf an der Leitha nach Reisenberg nur für den Schleichhandel von Interesse; 1855 errichtete Jakob Kornmüller hier die Wasenmühle. Neben der Mühle wurde 1882 die Erste Belgisch-österreichische Mechanische Filztuchfabrik für Papierfabrikation errichtet. Im Jahr 1884 kaufte die Firma Hutter & Schrantz diese Fabrik, deren Tücher in der Papiererzeugung verwendet wurden. Durch den steigenden Papierverbrauch konnte auch die Filztuchfabrik immer weiter ausgebaut werden. Da Wasenbruck damals nur aus ein paar Häusern bestand und über keine Infrastruktur verfügte, baute Johann Schrantz die für die Arbeiterschaft notwendigen Wohnungen, Geschäfte und soziale Einrichtungen sorgen. So wurden zwischen 1883 und 1912 fünf dreigeschoßige Arbeiterwohnhäuser errichtet, später ein Theatersaal und 1904 eröffnete eine einklassige Schule, in der gleich zu Beginn 60 Kinder unterrichtet wurden. Während des Ersten Weltkrieges stieg die Zahl der Schüler sogar auf über 100, womit ab dem Schuljahr 1919/20 eine zweite Klasse bestand. 1926 eröffnete ein moderner Kindergarten, in dessen Turnsaal ab 1934 auch Gottesdienste abgehalten wurden, bis 1963 im Süden des Ortes die dem hl. Josef des Arbeiters geweihte Kirche eröffnet wurde. Der Ort entstand somit als Single Factory Town, wie dies heute in der Sozialforschung genannt wird. Laut Adressbuch von Österreich waren im Jahr 1938 in Wasenbruck ein Friseur, die genannte Filztuchfabrik von Hutter & Schrantz und ein Konsumverein ansässig. Im Jahr 1968 wurde die Volksschule aufgelassen und die Filztuchfabrik mit zuletzt 300 Beschäftigten wurde 1974 geschlossen. Die Fabriksgebäude wurden danach von der Firma Eduscho benutzt und später von der Firma Möbelix. Bis ins späte 20. Jahrhundert wurde der Ort schrittweise nach Norden erweitert.

## Sport
Im Ort gab es zumindest noch in den 1950er Jahren den Arbeitersportklub Hutter & Schranz Wasenbruck, kurz ASK Wasenbruck, mit Sektionen für Fußball, Leichtathletik, Tennis und Turnen. Bereits in den 1940er Jahren spielte der Verein in der II. Klasse Ost B regelmäßig vor 200 oder 300 Zusehern, trat aber auch gegen Mannschaften aus anderen Bundesländern an und war beispielsweise in der Saison 1950/51 in der 1. Klasse Ost vertreten. Nach der neuen Gruppeneinteilung im niederösterreichischen Fußball war der ASK Wasenbruck auch ab der Saison 1953/54 weiterhin in der 1. Klasse Ost vertreten.
Der Klub verfügte um das Jahr 1955 über zwei Fußballmannschaften mit 22 gemeldeten Spielern. Die Vereinsfarben des Klubs, der früher 1. SK Südstern hieß, waren Blau-Weiß und das Vereinslokal befand sich im örtlichen Werksgasthof. Im Jahr 1952 wurde in Wasenbruck ein neuer Sportplatz für 500 Zuseher errichtet. Der Vorstand im Jahr 1955 bestand aus dem Obmann Bruno Müller, dem Kassier Josef Fekete, dem Schriftführer Hermann Binczik und dem Sektionsleiter Hermann Petryna. Der damalige Kader der Kampfmannschaft bestand aus Hummel, Zangel, Winter, Gruner, Lengyel, Koch, Stesarek, Remhart, Brandmann, Tabaka, Durmthaler, Tschauk, Novak, Hamm, Schlögl, Teibl, Sima, Tatzber, Neugebauer, Müller, Wimmer, Cerny und Amesmann. Über den weiteren Verbleib des Klubs oder eine mögliche Fusion mit dem nahegelegenen ASK Mannersdorf ist nichts bekannt.

## Bauwerke
- Der Kindergarten wurde im Jahr 1926 nach Plänen von Alfons Hetmanek fertiggestellt. Er war nach den damals modernsten Erkenntnissen eingerichtet und enthielt einen Turnsaal, eine Liegehalle, ein Spielzimmer und ein Unterrichtszimmer.
- Kirche Wasenbruck, geplant von Johann Rezac, der selbst in Wasenbruck aufgewachsen ist

## Persönlichkeiten
- Johann Rezac (1911–1998), Architekt, Bildhauer und Olympiateilnehmer, wuchs hier auf